# Lenka Franulic Zlatar
Lenka Franulić Zlatar  (Antofagasta, 22. srpnja 1908. — Santiago, 25. svibnja 1961.) je čileanska novinarka, spisateljica i književna kritičarka hrvatskog podrijetla

## O obitelji
Roditelji su joj s otoka Brača (otac Mate Franulić Jerković je iz Nerežišća, a majka je Zorka Zlatar Janović iz Povlja

## Karijera
Najveće je ime čileanskog novinarstva. Po njoj se zove državna nagrada za novinarstvo u Čileu. Franulić Zlatar je bila sklona književnim novinskim zapisima, reportaži, razgovorima i samoj književnosti.
Osim kao novinarka, bila je i kazališna glumica te se je okušala u politici. Prevodila s engleskog i francuskog jezika.
Bila je velika prijateljica velikog čileanskog pjesnika, nobelovca Pabla Nerude koji ju je u oproštajnoj pjesmi nazvao "valom od kristala".
Njen sprovod je bio veliki društveni događaj u Čileu na kojem su pored ostalih nazočili predstavnici samog državnog vrha i čileanski nobelovac Pablo Neruda. Čileanski tisak je pri tome naglasio njeno hrvatsko podrijetlo i kako je Franulić Zlatar u sebi sjedinila odlike svog naroda "iskaljenog u borbi za slobodom i neovisnošću, poštovatelja svoje tradicije i kulture".

## Djela
- Cien autores contemporáneos, 1939.
- Antología del Cuento Norteamericano, 1943.
- Dos centavos de violetas, kratka priča (jedina za koju se zna)

## Nagrade
Za svoje je rad dobila tuzemna (Nacionalna nagrada za novinarstvo...) i inozemna priznanja.

## Vanjske poveznice
- Memoria Chilena  Arhivirana inačica izvorne stranice od 25. ožujka 2008. (Wayback Machine)